# Kenneth Forrest Duncan
Pour les articles homonymes, voir Kenneth Duncan et Duncan.
Kenneth Forrest Duncan (7 mars 1881-4 février 1952) est un homme politique canadien de la Colombie-Britannique. Il est député provincial indépendant de la circonscription britanno-colombienne de Cowichan d'une élection partielle en 1919 à 1924.

## Biographie
Né à Duncan en Colombie-Britannique, Duncan travaille pour le ville d'Ottawa de 1901 à 1903. Il revient ensuite à Duncan pour exploiter une ferme et gérer sa propre entreprise. En 1907, il sert comme maire de Duncan.
Il meurt à Duncan à l'âge de 70 ans.
La ville de Duncan est nommé d'après son père, William Chalmers Duncan.